# Ambrogio Imperiale
Ambrogio Imperiale, né en 1649 à Gênes et mort en 1729 à Gênes , est un homme politique italien, 145e doge de Gênes du 4 octobre 1719 au 4 octobre 1721.